# Gaziantep Basketbol
O Gaziantep Basketbol, também conhecido por Royal Halı Gaziantep por motivos de patrocinadores, é um clube de basquetebol profissional sediado na cidade de Gaziantep, Turquia que atualmente disputa a Liga Turca. Foi fundado em 2007 e manda seus jogos na Kamil Ocak Sport Hall com capacidade para 2500 espectadores e em jogos de maior envergadura no Karataş Şahinbey Sport Hall com capacidade de 6400 espectadores.

## Títulos
- EuroChallenge:
  - Terceiro Colocado (1): 2013–14

## Temporada por Temporada
| Temporada | Nível | Liga | Pos. | Pós Temporada     | Copa da Turquia   | Competições Europeias               |
| --------- | ----- | ---- | ---- | ----------------- | ----------------- | ----------------------------------- |
| 2009–10   | 3     | EBBL | 1    | Promovido         | –                 | –                                   |
| 2010–11   | 2     | TB2L | 4    | Fase Final3º      | –                 | –                                   |
| 2011–12   | 2     | TB2L | 2    | Promovido2º       | –                 | –                                   |
| 2012–13   | 1     | TBL  | 9    | –                 | Fase de Grupos    | –                                   |
| 2013–14   | 1     | TBL  | 10   | –                 | Fase de Grupos    | 3 EuroChallenge – Terceiro Colocado |
| 2014–15   | 1     | TBL  | 10   | –                 | Quartas de Finais | –                                   |
| 2015–16   | 1     | TBL  | 12   |                   |                   | 3 Copa Europeia (OF)                |
| 2016-17   | 1     | BSL  | 11   |                   |                   | 4 Copa Europeia (OF)                |
| 2017-18   | 1     | BSL  | 14   |                   |                   | 3 Liga dos Campeões (TR)            |
| 2018-19   | 1     | BSL  | 5    | Quartas de finais |                   | 3 Liga dos Campeões (TR)            |